# ویلیام هاتاوی
ویلیام هاتاوی (به انگلیسی: William Hathaway) سناتور سابق عضو حزب دموکرات ایالات متحده آمریکا بود. وی در سال ۱۹۷۳ تا ۱۹۷۹ میلادی سناتور ایالت مین در سنای ایالات متحده آمریکا بود.